# Kaasmarkt (Brussel)

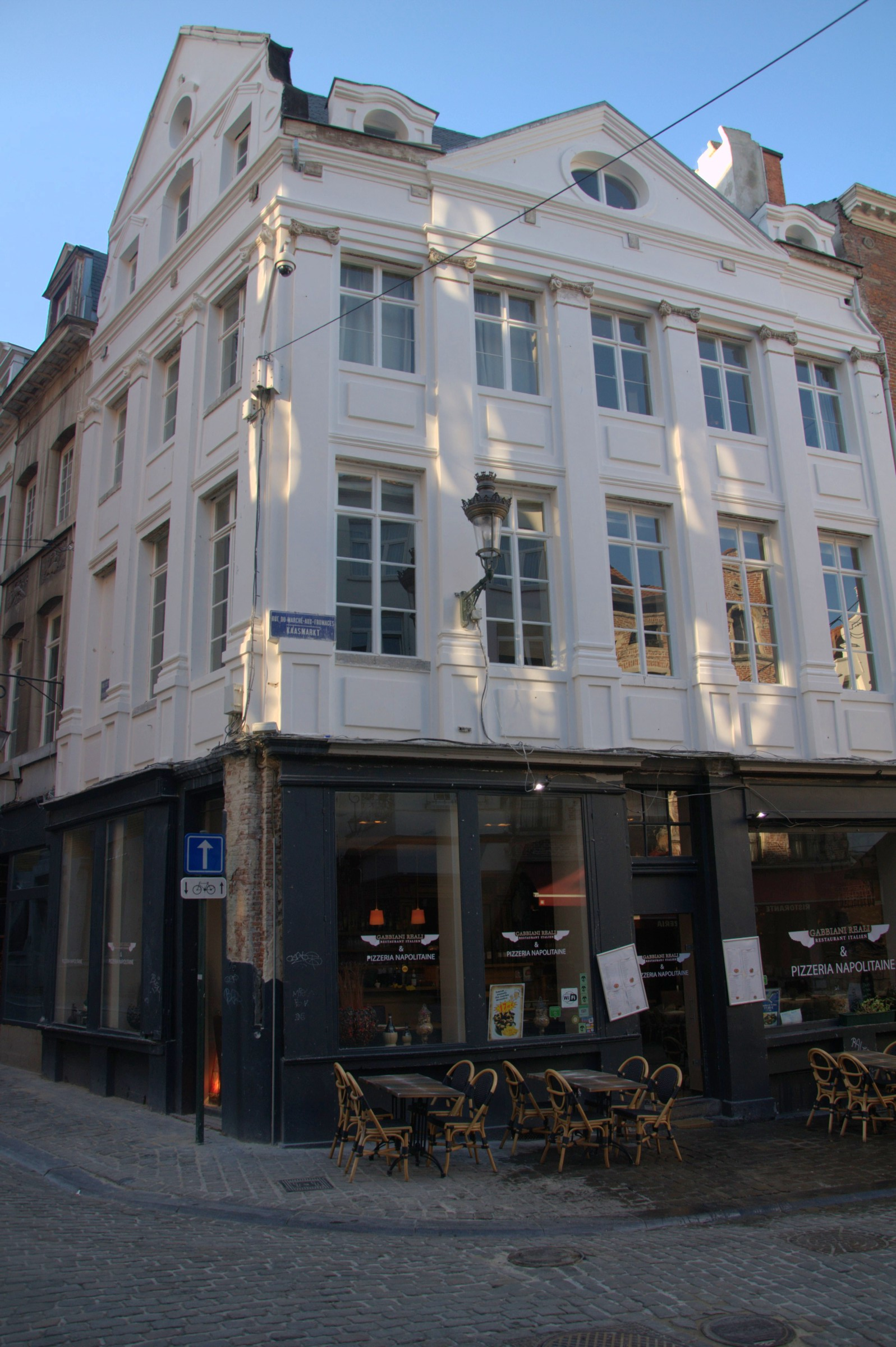
Huis De Katte op de hoek met de Spoormakersstraat.

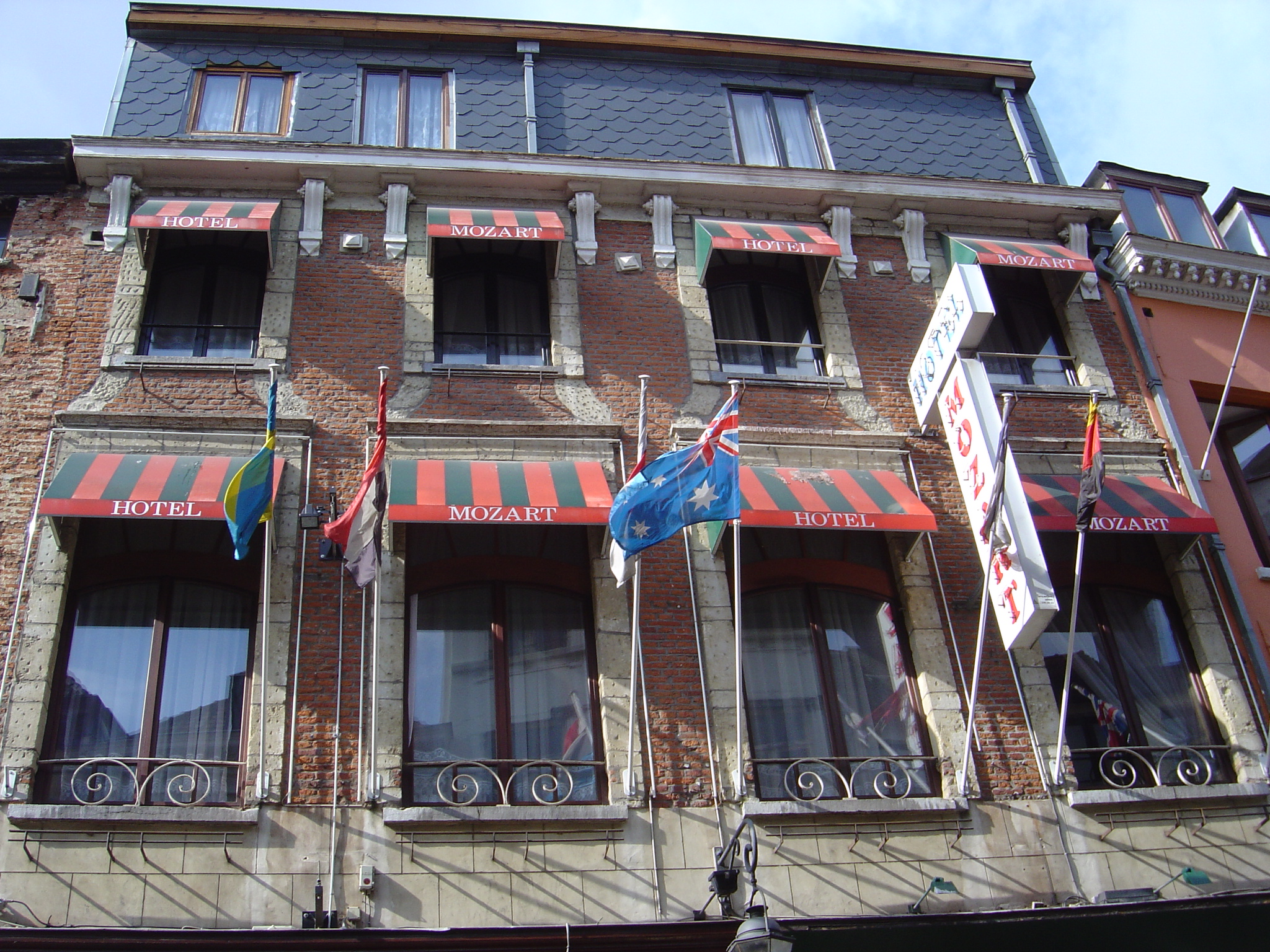
Huis den Eijseren Draeck, nr. 15-17 Kaasmarkt, gebouwd in 1709.

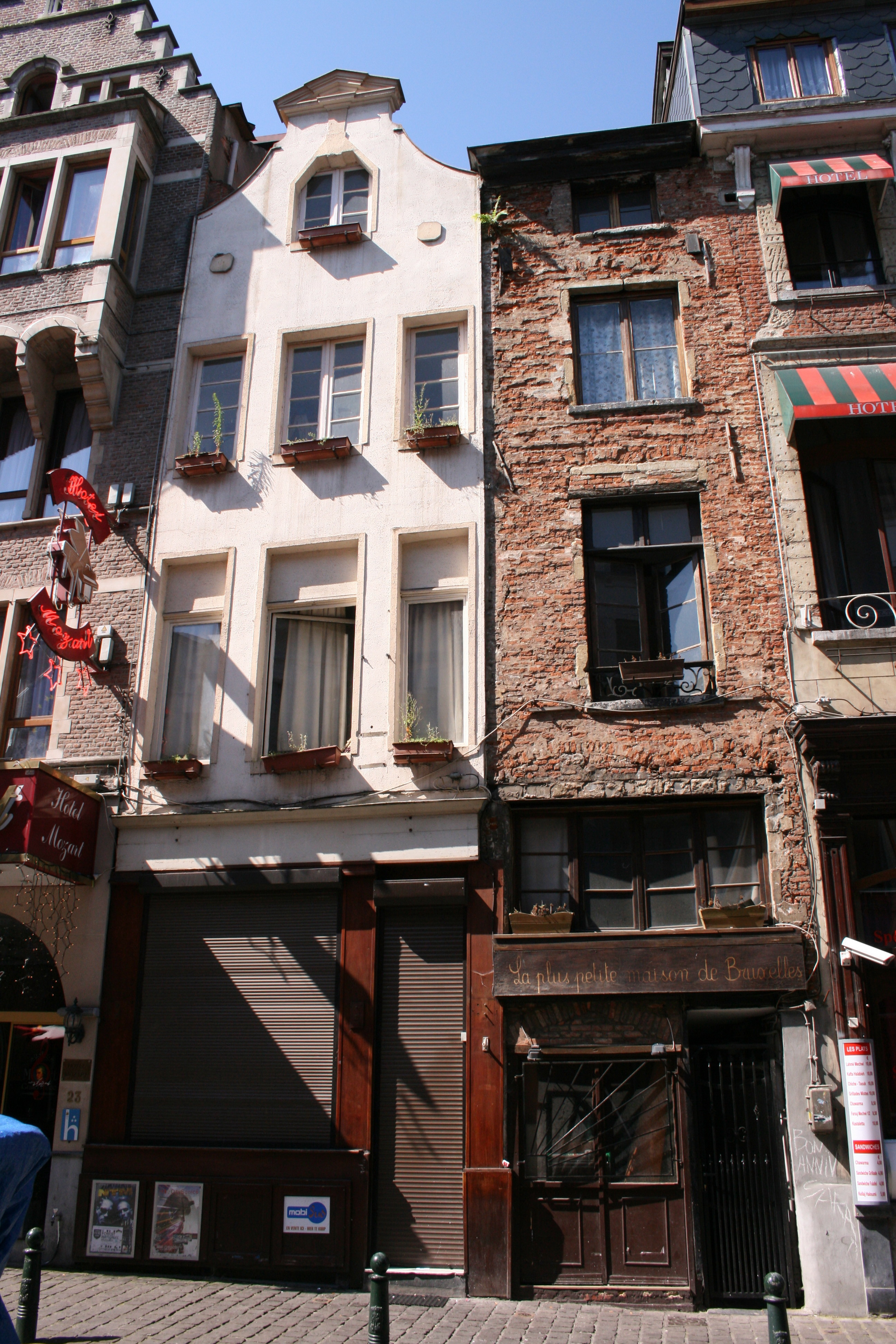
Kaasmarkt, nr. 19: ingang van de "Draeckenganck" of het "Draeckstraetien", vanaf 1853 "Poppegang" genoemd.

De Kaasmarkt (Frans: rue du Marché aux Fromages) is een korte straat nabij de Grote Markt van Brussel. Ze ligt tussen de Hoedenmakersstraat en de Spoormakersstraat. De volksmond spreekt tegenwoordig over de Pitastraat (rue des Pittas).

## Naam
De Kaasmarkt is een van de 27 gevallen waarin het toponiem 'markt' aan te treffen valt onder straatnamen van het middeleeuwse Brussel. Zoals vaak ging het niet om een plein, maar om een straat die voldoende breed was om markt te houden.

## Geschiedenis
Op de Caesmerct (eerste vermelding 1334) werd tot de 16e eeuw kaas, uien en vijgen verhandeld. De oudste naam zou Smaalbeek geweest zijn (1234), naar de kunstmatige beek die er volgens historici stroomde. Tegenwoordig denkt men eerder dat de beek door het bouwblok tussen de Kaasmarkt en de Violetstraat liep en dat de steenweg 'Smaalbeek' naar die laatste straat verwees.
De marktkramen hinderden blijkbaar de winkels in de straat. In 1509 lieten de autoriteiten paaltjes met het Bourgondisch kruis plaatsen om hun ruimtebeslag in te perken. Jan de Pottre, bekend van zijn dagboek, kwam hier in 1557 wonen. In 1615 kregen de beenhouwers toestemming om deel te nemen aan de markt, waarbij uit voorzorg boetes werden ingesteld tegen beledigingen of vechtpartijen. Na het einde van de kaasverkoop namen in de 18e eeuw schrijnwerkers en houtdraaiers de straat over. De uitgestalde stoelen, ladders en lijkkisten gaven de Kaasmarkt allerlei bijnamen, zoals Leerestroet en Kistenstroet. Die laatste naam was in 1900 nog in gebruik, lang nadat de doodskisten uit het straatbeeld waren geweerd.
In de jaren 70 had de straat geen al te beste reputatie, met nogal wat night clubs en drugs. Griekse immigranten zorgden voor een heropleving door pitabars te openen, een concept waar de Belgen toen volstrekt niet mee vertrouwd waren. De eerste was Athene in 1979. Door samen te hokken, konden ze op straat beter de aandacht van toeristen trekken. In de jaren 90 investeerden ze in visuele vergrieksing. Om de regels van de UNESCO-zone te respecteren, werden in 2012 alle neonreclames, uithangborden, zuilen en kariatiden verwijderd.

## Panden en gangen
Bijzondere panden zijn:
- nr. 1: De Zeepeert
- nr. 5-7: Drij Pagekens
- nr. 10: ingang van de "Pepergank", vanaf 1853 Kuipgang genoempt.
- nr. 15-17: Den Eijseren Draeck, "waer hangt een eyseren draeck"[5], gebouwd in 1709.
- nr. 19: ingang van de "Draeckenganck" of "Draeckstraetien", vanaf 1853 Poppegang genoemd (via een traliedeur in een 2,75 meter brede gevel). De naam "Draeckenganck" vindt zijn oorsprong in de oudste geschiedenis van Brussel omdat dit huis volgens de traditie zich bevindt op dezelfde plaats waar heilige Gaugericus de Draak versloeg die terreur verspreidde op het grondgebied van de toekomstige stad en wiens leger zich bevond op deze plaats[6].
- nr. 35: De Katte (classicistisch pand uit 1697)

De huizen met nummers 1, 3-3A, 11, 22 en 24 zijn sinds 2001 beschermd als architecturaal ensemble.

## Voetnoten
1. ↑  Bram Vannieuwenhuyze, Brussel, de ontwikkeling van een middeleeuwse stedelijke ruimte , Proefschrift Geschiedenis, Universiteit Gent, 2008. Gearchiveerd op 28 augustus 2021.
2. ↑  Jean d'Osta, Dictionnaire historique et anecdotique des rues de Bruxelles, 1986, p. 187-188
3. ↑  Bram Vannieuwenhuyze, Brussel, de ontwikkeling van een middeleeuwse stedelijke ruimte , Proefschrift Geschiedenis, Universiteit Gent, 2008, nr. 1.1.588. Gearchiveerd op 28 augustus 2021.
4. ↑  Hans Vandecandelaere, In Brussel, 2012, p. 111-113
5. ↑  Algemeen Rijksarchieven, Algemeen Notariaat van Brabant, notaris Van den Eede, n° 1159, 4 mei 1709, n° 69 : « op den vierden may 1709 daer by heer ende meester François Heymans, advocaat vanden Souvereynen Raede van Brabant cum suis is vercoopende aen Sr. Jan baptista van Dievoet coopman van wijnen deser stadt eene groote erve gelegen op de Caesemerckt alhier voor drye duysent guldens courant gelt », en Algemeen Rijkarchieven, Wijckboeken, n° 23, Coop « Sekere groote gebombardeerde hoffstadt ofte erve waar op desen twee huijsen hebben gestaen genoemt den Grooten ende den Cleijnen Draeck, behoudelijck dat het huijs den Cleijnen Draeck daer naer is geheeten geworden de Witte Roose metten erve van het achterste huijsken gelegen in t' Draeckstraetien achter de voors. groote hoffstadt....metten schoonen grooten nieuwen huijs die den transportant (Jan Baptista van Dievoet) corts naer sijn vercrijge daerop heeft doen maecken alwaer tegenwoordig is uijthangende den Eijseren Draeck ». « SMALBEECK WYCK. N° 23 COOP Item 7 April 1740 voermiddagh ten thien ure heeft Sr Joannes Bapta van Dievoet den Jonghen ende Joe Elisabeth van der Meulen sijne huijsvrouwe vercreghen weghens Sr Joannes Bapta van Dievoet den Ouden, sekere groote gebombardeerde hoffstadt ofte erven waerop voor desen twee huijsen hebben gestaen genoemt den Grooten ende den Cleijnen Draeck, behoudelijck dat het huijs den Cleijnen Draeck daernaer is geheeten geworden de Witte Roose metter erve van het achterste huijsken geleghen int’ Draeckstraetien achter de voors groote hoffstadt beneffens alnoch sekere erffken ofte plaetsken in de lenghde ende breede geleijck dat aldaer geleghen was achter den wonhuijse des transportants met een ander erffken twelff voeten buijten s’muurs ende breedt tusschen de 5 a 6 voeten allent t’welck ineen is geincorporeert metten schoonen grooten nieuwen huijse die den transportant corts naer sijn vercrijge daer op heeft doen maecken alwar tegenwooordigh is uijthanghende den eijseren Draeck gestaen ende geleghen op de Casemerckt comende met d’eene zeijde ter kercke van St Jans weerts teghens eenen ganck aldaer sijnde ende metter andere zeijde ter merckt weerts aen de goeden der weduwe Walravens Meeus ende nu Segher Goossens Item alnoch sekere onder erve alwaer teghenwoordige de kokene oft eteplaetse van Sr Claudius Empereur ende Joe Maria Joanna Michelle sijne huijsvrouwe op is staende van sekeren hunnen achter huijse geleghen in de Hoedemaeckers straete in eenen ganck achter den huijse den Rooden Houdt wesende de selve onder erve breedt elft voeten salvo justo die is lanck 14 ½ voeten salvo justo is comende teghens de ete plaetse des transportants van het welck hij heeft gemaeckt een kelderken die hij heeft geunieert aen sijnen voors. nieuwen grooten huijse genoemt den Eijseren Draeck ende dat met allen de boiseringhen in den selven huijse wesende beneffens de schilderijen in de selve boiseringhen sijnde met buffet rebbanck ende de goude leiren hanghende in de voor camere beneden ter straete alsmeede de schrapprijen staende naghelvast in den voors. huyse, voor vrij suijver ende onbelast et prout latius in his..St Stadts Pontpengen. Gepassert sub G. van Veen 5 April 1740. COOP Item 24 Januarij 1777 naer middagh ten drij ure hebben D’heer Joannes Baptista van Dievoet ende Joe Anna Maria Lambrechts gehuijschen vercreygen teghens Joe Anna Maria Francisca van Dievoet geassisteert van d’hr Henricus Josephus vander Borcht haeren man ende momboir, Item teghens D’heer Petrus Jacobus Josephus ende D’heer Franciscus Josephus van Dievoet ende Jo Maria Elisabeth ende Maria Anna Josepha van Dievoet ieder van hun voor een sesde paert van ende in de naerbes(schreve) goederen waervan het resterende sesde paert aen den acceptant is competerende, dats te weten vijff sesde paerten van ende in sekere groote gebombardeerde hoffstadt ofte erven in den wijckboeck gequ(oteert) n° 23 Smaelbeeckwijck hier voren breeder vermelt. St Stadts Pontpengen f 17500 out. Gepasseert sub H. T’kint 17 Januarij 1777. Verte. CONSTITUTIE Item ijsdem die et hora hebben den heere Henrikus T’kint secretaris deser stadt Brussel ende Joe Maria Theresia Josepha, Joanna Barbara ende Joe Maria Cornelia T’kint huijsvrouwe van d’heer Lucas Joannes de Roovere die bij den voors. instrumente present sijne huijsvrouwe ten effecte naerbes. heeft geauthoriseert vercreghen teghens D’heer Joannes Baptista van Dievoet ende Joe Anna Maria Lambrechts gehuijsschen eene erffelijcke rente van drij hondert sestige guldens courant geldt s’jaers a rate den penninck xxv gemodificeert op drij hondert vijffthien guldens courant gelt s’jaers ende also teghens drij ende een halff per conto in capitael neghen duijsent guldens wissel geldt, Item alnoch eene erffelijcke rente van twee hondert veertige gul(den)s courant gelt s’jaers aen den voors. D’heer Lucas Joannes de Roovere ende Joe Maria Cornelia T’kint gehuijsschen gemodifieert op twee hondert thien guldens courant gelt s’jaers ende alsoo a rate van drij ende een helff par cento altijt beijde de respective renten achthien Januarij vallende in cappitael sesse duijsent guldens beset ende bewesen op den huijse hiervoren vermelt ende ist’selve geschiet met consent der naeste vrinden et prout latius in his. Non debet pontpeningen. Gepasseert sub P. W. de Fraye 18 Januarij 1777. »
6. ↑  Victor Devogel, Légendes bruxelloises, illustrations de C.-J. Van Landuyt, Brussel, blz. blz. 34 : "Un dragon dévastait Bruxelles, ses campagnes, ses bois et ses marais. D'aucuns affirment même que l'allée du Dragon, qui existait autrefois dans notre cité, tirait son nom du séjour qu'y fit cet animal fabuleux".